# Estadio Ingeniero Domingo Alberto Martín
El estadio Ing. Domingo Alberto Martín es un estadio deportivo del cual hace de local el Trinidad, Cuenta con una capacidad de 8000 espectadores sentados y un sistema de iluminación con 4 torres de 18 luces dando el resultado de 72 luces en el estadio, el mismo se encuentra en las intersecciones de las calles Pasteur y Bufani.
En 2023 sirvió como campo de entrenamiento de la selección de fútbol sub-20 de Fiyi para la Copa Mundial de Fútbol Sub-20 de 2023.